# Église Saint-Pierre de Créquy
L’église Saint-Pierre est située à Créquy dans le Pas-de-Calais.
Plusieurs membres de la Famille de Créquy sont inhumés sous le chœur de l'eglise.